# 文勒
文勒是奥地利蒂罗尔州罗伊特县的一个市镇。总面积9.34平方公里，总人口891人，人口密度95.4人/平方公里（2005年）。